# Golling an der Erlauf
Pour les articles homonymes, voir Golling.
Golling an der Erlauf est une commune autrichienne du district de Melk en Basse-Autriche.